# Guilherme Stringari
Guilherme Stringari Alves, noto semplicemente come Guilherme Stringari (Cascavel, 24 settembre 1995), è un giocatore di calcio a 5 brasiliano naturalizzato italiano.

## Carriera

### Club
Dopo gli esordi in patria e una fugace esperienza in Belgio, nell'estate del 2014 viene tesserato dal Nursia. Con gli umbri vince i play-off di Serie B, guadagnando la promozione. La stagione seguente, disputata in Serie A2, Stringari realizza 20 reti, imponendosi come miglior marcatore della squadra. Nell'estate del 2016 viene acquistato dal PesaroFano con cui vince il girone A della Serie A2 nonché la Coppa Italia di categoria. Nella stagione 2017-18 Stringari debutta in Serie A, contribuendo alla qualificazione ai play-off del neopromosso PesaroFano. Nell'estate del 2018 si trasferisce in Kuwait per giocare con l'Al Kuwait.

### Nazionale
In possesso della doppia cittadinanza, nel giugno del 2021 riceve la prima convocazione nella nazionale italiana. Il 17 gennaio 2022 viene incluso nella lista definitiva dell'Italia per il Campionato europeo 2022.

## Palmarès
- Campionato di Serie A2: 1
PesaroFano: 2016-17 (girone A)
- Coppa Italia di Serie A2: 1
PesaroFano: 2016-17